# 마구라촌
마구라촌(万倉村)은 일본 야마구치현 아사군에 설치되었던 촌이다. 현재의 우베시의 북서부와 미네시의 일부에 해당한다.